# هينك نوريل
هينك نوريل (بالهولندية: Henk Norel) مواليد 17 سبتمبر 1987 في خوريكوم، هولندا، هو لاعب كرة سلة هولندي. بدأ مسيرته الاحترافية في سنة 2005. تم اختياره من قبل فريق مينيسوتا تمبر ولفز خلال الدرافت. يلعب في الدوري الإسباني لكرة السلة كلاعب وسط. يحمل الرقم 25. يبلغ طوله 6 قدم 11 بوصة (2.1 م).

## المسيرة الاحترافية
لعب مع جوفينتوت بادالونا في الدوري الإسباني في موسم 2005–2006، ثم لعب مع نادي أليكانتي لكرة السلة في موسم 2007–2008، ثم لعب مع جوفينتوت بادالونا في الدوري الإسباني من سنة 2008 إلى 2012، ثم لعب مع باسكت سرقسطة 2002 في سنة 2012.

## الإنجازات
- كأس أوروبا لكرة السلة (2007–08)

## روابط خارجية
- هينك نوريل على موقع الاتحاد الدولي لكرة السلة (الإنجليزية)
- هينك نوريل على موقع الدوري الأوروبي لكرة السلة (الإنجليزية)
- هينك نوريل على موقع سبورتس رفرنس (الإنجليزية)
- هينك نوريل على موقع الدوري الإسباني لكرة السلة (الإسبانية)
- هينك نوريل على موقع كرة السلة الأوروبية.كوم (الإنجليزية)
- هينك نوريل على موقع DraftExpress.com (الإنجليزية)
- هينك نوريل على موقع ريلجم (الإنجليزية)
- هينك نوريل على موقع بروبوليرز (الإنجليزية)
- هينك نوريل على موقع سبورتس رفرنس (الإنجليزية)